# Ghanaische Badmintonmeisterschaft
Ghanaische Badmintonmeisterschaften werden zur Ermittlung der nationalen Titelträger von Ghana im Badminton seit 1976 ausgetragen. Die zweite Auflage erfolgte erst drei Jahre nach der ersten Veranstaltung.

## Titelträger
| Saison    | Herreneinzel       | Dameneinzel             | Herrendoppel                               | Damendoppel                             | Mixed                                       |
| --------- | ------------------ | ----------------------- | ------------------------------------------ | --------------------------------------- | ------------------------------------------- |
| 1976      | Paul Kodjokumah    |                         | Mario Kwami Frank Kwami                    |                                         |                                             |
| 1977 1978 | nicht ausgetragen  | nicht ausgetragen       | nicht ausgetragen                          | nicht ausgetragen                       | nicht ausgetragen                           |
| 1979      | Paul Kodjokumah    | Phyllis Nimako-Boateng  | Paul Kodjokumah Kodjo Asamoah              | Phyllis Nimako-Boateng Abigail Haizel   | Paul Kodjokumah Abigail Haizel              |
| 1980      | keine Daten        | keine Daten             | keine Daten                                | keine Daten                             | keine Daten                                 |
| 1981      |                    | Nelly Akainyah          | Michael Ben-George Marcus Appiagyci-Danka  |                                         |                                             |
| 1982      | Michael Ben-George | Nelly Akainyah          | Michael Ben-George Marcus Appiagyci-Danka  | Nelly Akainyah Annalisa Ben-George      | Mario Appiagyci-Danka Annalisa Ben-George   |
| 1983      |                    | Nelly Akainyah          |                                            |                                         | S. K. Amuzu Nelly Akainyah                  |
| 1984 1986 | nicht ausgetragen  | nicht ausgetragen       | nicht ausgetragen                          | nicht ausgetragen                       | nicht ausgetragen                           |
| 1987      | Alfred Akainyah    | Nelly Akainyah          | Alfred Akainyah Owusu Agyemang             | Nelly Akainyah Joyce Kumah              | Alfred Akainyah Cynthia Amuzu               |
| 1988      | Alfred Akainyah    | Nelly Akainyah          | Alfred Akainyah Owusu Agyemang             | Nelly Akainyah Cynthia Amuzu            | Alfred Akainyah Cynthia Amuzu               |
| 1989      | Charles Mensah     | Nelly Akainyah          | Boniface Amuzu Ernest Nketia Kyei          | Nelly Akainyah Cynthia Amuzu            | Ernest Nketia Kyei Nelly Akainyah           |
| 2016      | Emmanuel Donkor    | Gifty Mensah            | Emmanuel Donkor Daniel Sam                 | Stella Koteikah Amasah Gifty Mensah     | Abraham Ayittey Diana Archer                |
| 2024      | Solomon Obiegue    | Moslena Ama Koramah Adu | Ahmad Abdul-Samad Andy Amofa               | Moslena Ama Koramah Adu Prospera Nantuo | Prospera Nantuo Ahmad Abdul-Samad           |
| 2025      | Ahmad Abdul-Samad  | Racheal Quarcoo         | Ahmad Abdul-Samad Ebenezer Kwame Korampong | Moslena Ama Koramah Adu Prospera Nantuo | Obapomba Adu-Mintah Moslena Ama Koramah Adu |